# Malbork

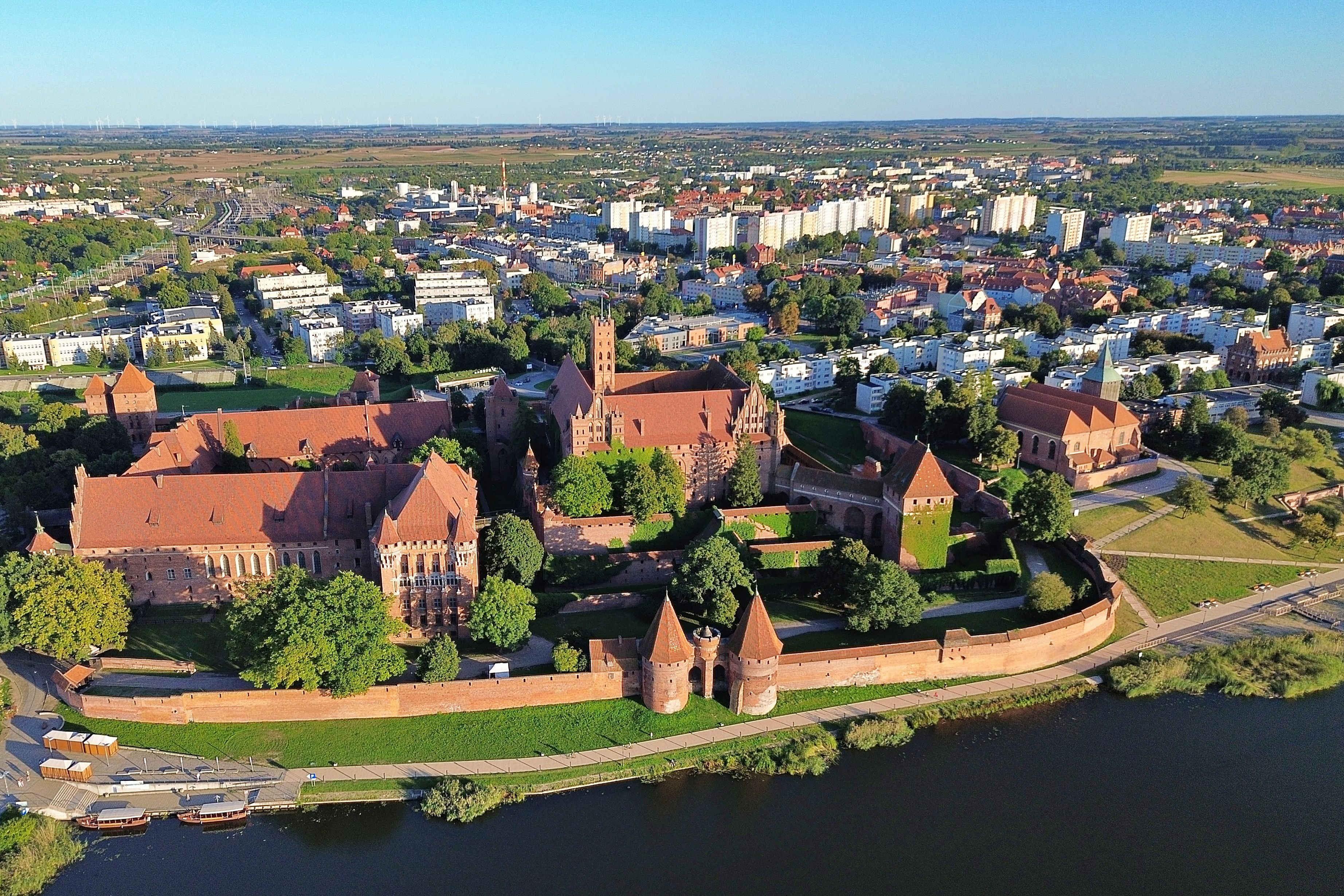
Luftbild

Malbork [ˈmalbɔrk] (polnisch für Marienburg, bis 1945 amtlich Marienburg (Westpr.), kaschubisch Malbórg) ist die Kreisstadt des Powiat Malborski (Marienburger Kreis) der polnischen Woiwodschaft Pommern. Sie ist Sitz der eigenständigen Landgemeinde Malbork, gehört ihr selbst aber nicht an.
Die Stadt Marienburg wurde durch die gleichnamige Marienburg (polnisch Zamek w Malborku) bekannt, die als das größte Werk der Backsteingotik gilt. Die Burganlage war von 1309 bis 1457 Sitz der Hochmeister des Deutschen Ordens und somit „Haupthaus“ und Machtzentrum des Deutschordensstaates.

## Geographische Lage
Die Stadt liegt in der historischen Landschaft Preußen, im nördlichen Teil Pomesaniens, der später zum Land Marienburg gehörte. Sie befindet sich an der Nogat, im Weichseldelta südlich der Danziger Bucht im ehemaligen Westpreußen, etwa 45 Kilometer südöstlich von Danzig und 120 Kilometer südwestlich von Kaliningrad (Königsberg).

## Geschichte der Stadt und der Ordensburg

### 13. bis 17. Jahrhundert

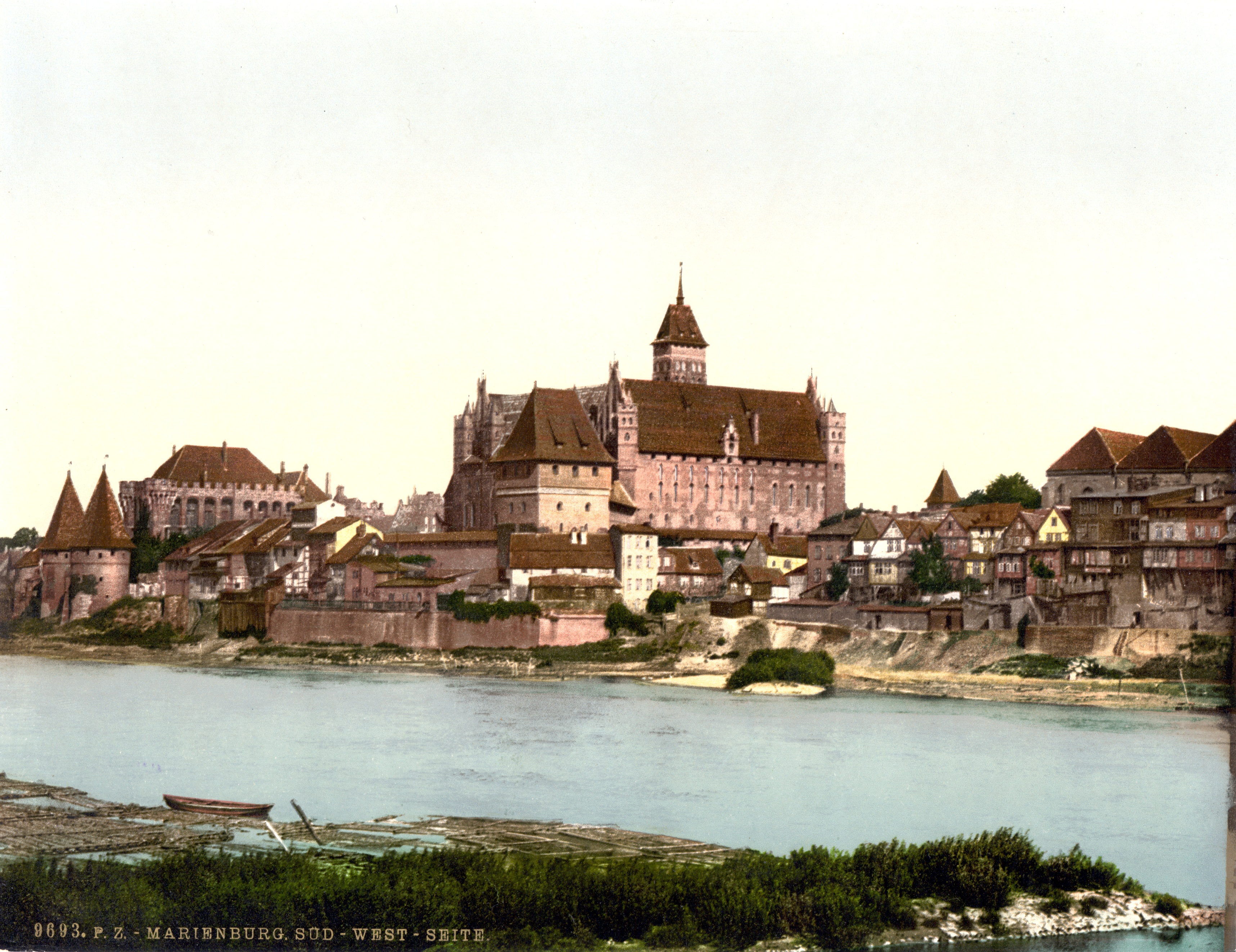
Marienburg um 1895

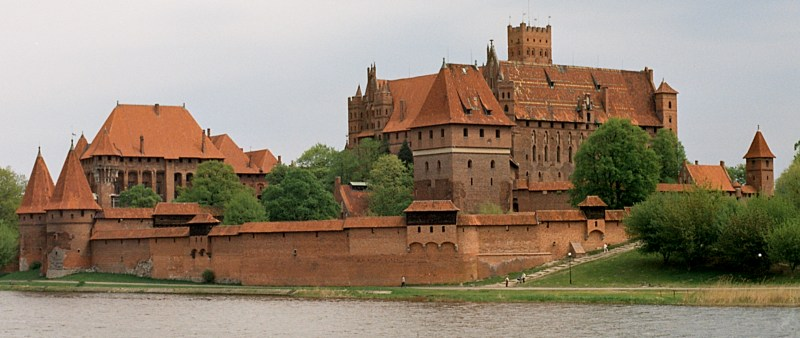
Marienburg 2003

1274, vierzig Jahre nach Beginn der Eroberung des Prußenlandes, begann der Ordenslandmeister Konrad von Tierberg d. Ä. am rechten Ufer der Nogat, einem Mündungsarm der Weichsel, mit dem Bau der Marienburg. Südwestlich der Burg wurde 1276 die gleichnamige Stadt samt Kirche errichtet und mit einer Handfeste ausgestattet. Der Nordflügel des Hochschlosses mit Kirche und Kapitelsaal wurde bis 1280 vollendet. Die Vorburg war ab 1309 in Ansätzen vorhanden. Der Hochmeisterpalast wurde von 1305 bis 1393 erbaut. Seit dieser Zeit waren die Geschicke von Stadt und Burg nicht mehr zu trennen. Im Zusammenhang mit dem Erwerb Danzigs und Pommerellens verlegte 1309 der Hochmeister Siegfried von Feuchtwangen den Sitz des Ordens von Venedig in die Marienburg. Der Hochmeister Winrich von Kniprode veranlasste im letzten Viertel des 14. Jahrhunderts die Anlage der Neustadt und gründete eine Lateinschule. 1380 wurde das gotische Rathaus fertiggestellt, und um diese Zeit entstanden die gotischen Stadttore und die Stadtmauer. Nach der verlorenen Schlacht bei Tannenberg im Jahre 1410 ließ der Hochmeister Heinrich von Plauen die Stadt bis auf Kirche und Rathaus niederbrennen, zog sich mit den Einwohnern in die Burg zurück und wehrte die Belagerung der Marienburg ab. Von 1411 bis 1448 entstanden weitere Umfassungsbauwerke, die Plauen-Bollwerke.
Der Orden hatte 1454 die Marienburg mit anderen Ordensschlössern der Gesamtheit der Ordenssöldner zur Sicherheit für ausstehende Soldzahlungen verpfändet. Eine Söldnerschar unter einem böhmischen Ritter brachte 1457 die Marienburg in ihre Gewalt und verkaufte sie umgehend an den König von Polen Kasimir IV. Andreas, genannt der Jagiellone, der am 7. Juni einzog und von ihr Besitz ergriff. Dem Hochmeister war erst am Vortag die Flucht gelungen. Er verlegte anschließend seinen Sitz nach Königsberg. Die Stadt Marienburg hatte im Preußischen Städtekrieg zwischen dem Orden und dem Preußischen Bund auf der Seite des Ordens gestanden und wurde am 27. September von ordenstreuen Söldnern zurückerobert. Sie hielt sich unter dem Bürgermeister Bartholomäus Blume drei Jahre gegen eine Belagerung durch polnische Truppen und preußische Bündler bis zum 6. August 1460, erlitt aber schwere Zerstörungen. Nach der Eroberung der Stadt wurde Blume gehenkt und gevierteilt.
Im Zweiten Frieden von Thorn kamen Stadt und Burg 1466 vom Ordensstaat an den autonomen Ständestaat Preußens Königlichen Anteils, der sich freiwillig der Oberhoheit der polnischen Krone unterstellt hatte. Es wurde eine Woiwodschaft Marienburg eingerichtet, zu der auch Elbing, Stuhm und Christburg gehörten. Die im Städtekrieg zerstörte Kirche wurde zwischen 1468 und 1523 wieder aufgebaut.
Die westpreußischen Städte behielten viele Privilegien. Während der beiden Schwedenkriege 1626–1629 und 1656–1660 war die Stadt ununterbrochen von schwedischen Truppen besetzt und wurde zur Festung ausgebaut.

### Vom 18. bis zum 21. Jahrhundert
Im Rahmen der ersten polnischen Teilung kam Marienburg 1772 zum Staat Preußen, lag ab 1773 in der neugeschaffenen Provinz Westpreußen und wurde zum Verwaltungssitz des gleichnamigen Kreises. Ab der preußischen Verwaltungsreform von 1815 lag Marienburg bis 1919 im Regierungsbezirk Danzig der Provinz Westpreußen.
1816 wurde die alte Lateinschule durch die Höhere Stadtschule ersetzt, die dann 1860 zu einem vollständigen Gymnasium erweitert wurde.
Die ersten Restaurierungen der inzwischen zerfallenen Burg dienten der Nutzung der Burg als Kaserne und der Wiederherstellung der Bausubstanz. Nach Hinweisen prominenter Historiker auf ihren Wert wurde die Burg ab 1817 restauriert und war unter Kaiser Wilhelm II. Schauplatz historisierender Veranstaltungen, welche die Ordensritterzeit verherrlichten.

Flagge von Marienburg

Von 1851 bis 1857 entstand beim Recketurm (Buttermilchturm) die erste Nogatbrücke als Gitterbrücke im Zuge des Baus der Strecke Berlin–Königsberg der Preußischen Ostbahn nach Plänen von Carl Lentze und Gestaltungsplänen (Pfeilertürme, Portale) von Friedrich August Stüler. 1890 wurde diese Brücke zur Straßenbrücke und es entstand für die Bahn 40 m stromabwärts die Linsenträgerbrücke nach Plänen von Johann Wilhelm Schwedler; die Portale wurden von Johann Eduard Jacobsthal entworfen. Beide Brücken wurden am 9. März 1945 zerstört. Die gegenwärtige Brücke wurde 1972 bis 1975 gebaut.
Nach dem Ersten Weltkrieg stimmte die Bevölkerung im Abstimmungsgebiet Marienwerder über die weitere Zugehörigkeit zu Deutschland oder den Anschluss an Polen ab. Der Landkreis Marienburg stimmte mit 98,9 Prozent für den Verbleib bei Deutschland, in der Stadt Marienburg stimmten 9641 Einwohner für den Verbleib bei Ostpreußen, auf Polen entfielen 165 Stimmen. Das Gebiet wurde daraufhin bei der Aufteilung der deutschen Provinz Westpreußen und der Bildung des polnischen Korridors als Regierungsbezirk Westpreußen dem deutsch gebliebenen Ostpreußen angegliedert. Die Nogat bildete von 1920 bis 1939 die Grenze zwischen Deutschland und der Freien Stadt Danzig. Der westlich der Nogat gelegene Marienburger Stadtteil Kalthof gehörte in diesen Jahren zur Freien Stadt Danzig.
Die Zahl der Einwohner erhöhte sich von 1910 bis 1925 von 12.983 auf 21.039 und erreichte 1939 einen Stand von 26.159. Zu dieser Zeit existierten in der Stadt neben dem erwähnten Gymnasium eine höhere Landwirtschaftsschule mit angeschlossener Realschule sowie ein Lyzeum. Dank der guten Verkehrsanbindung – Marienburg war Eisenbahnknoten der Strecken Berlin–Königsberg–Eydtkuhnen, M.–Deutsch-Eylau. M.–Thorn, M.–Allenstein und M.–Tiegenhof, besaß Fluss- und Flughafen – hatten sich Gummi-, Parkett-, Seifen-, Zucker-, Dachpappen-, Malz- und Zigarrenfabriken angesiedelt, außerdem ein Kalksandstein- und ein Sägewerk.
Einer der bekanntesten Bürgermeister von Marienburg war der von 1918 bis 1933 amtierende Hindenburg-Vertraute Bernhard Pawelcik. Im Novemberpogrom 1938 wurde die Marienburger Synagoge zerstört.

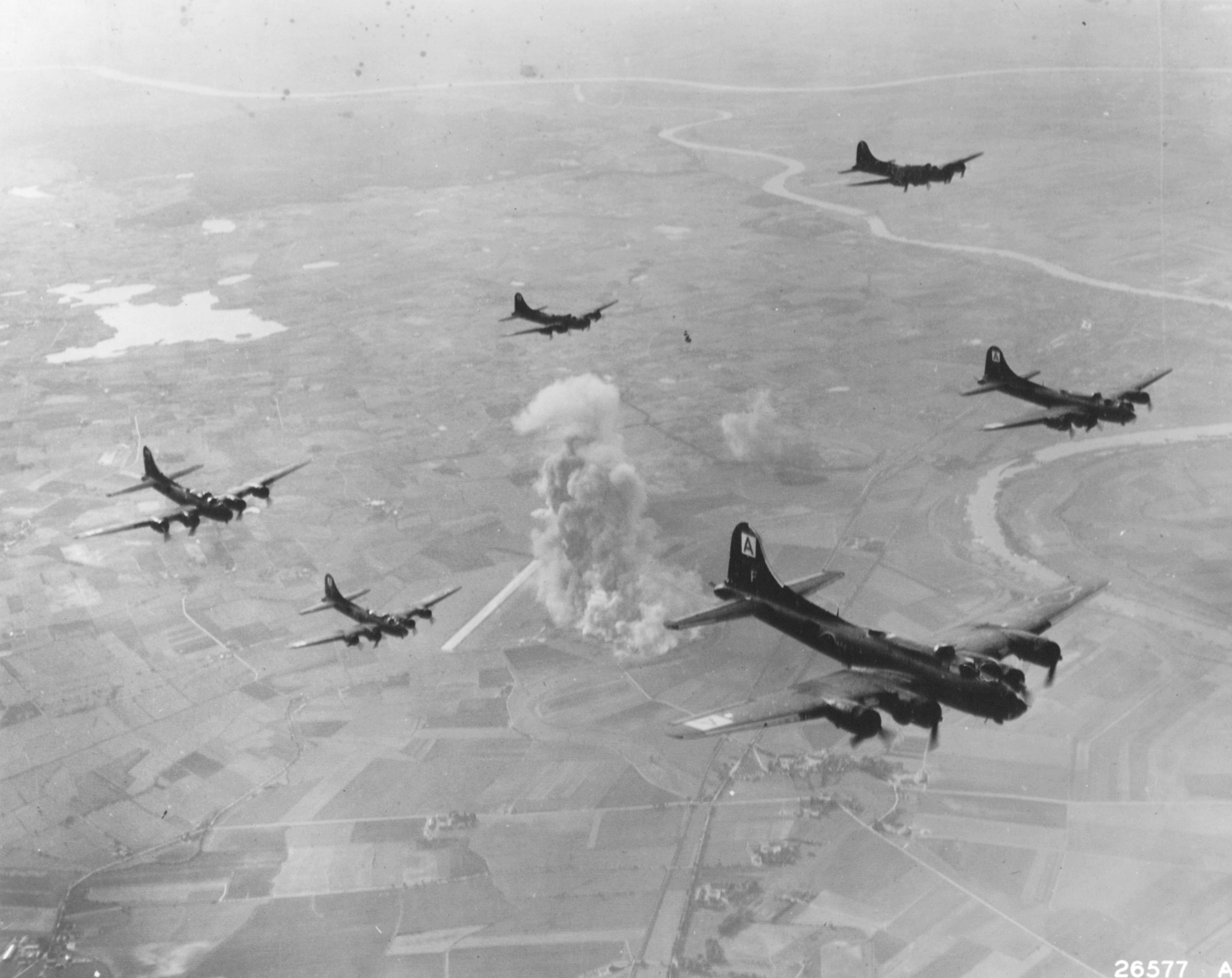
Luftangriff von B-17-Bombern der USAAF am 9. Oktober 1943 auf das Werk Marienburg von Focke-Wulf

Bei Königsdorf östlich von Marienburg eröffnete 1929 ein kleiner Zivilflughafen (seit den 1950er Jahren Militärflugplatz Malbork), der 1934 von der Luftwaffe übernommen wurde. Im Zweiten Weltkrieg befand sich dort das Zweigwerk Marienburg des Bremer Flugzeugbauers Focke-Wulf, das die Hälfte aller Jagdflugzeuge des Typs Focke-Wulf Fw 190 fertigte. Bei zwei Luftangriffen der United States Army Air Forces (USAAF) am 9. Oktober 1943 und 9. April 1944 wurde das Werk schwer getroffen.
Gegen Ende des Zweiten Weltkriegs eroberte im Zuge ihrer Ostpreußischen Operation die Rote Armee am 25. Januar 1945 das Marienburger Umland. Die Kämpfe um Burg und Stadt dauerten bis zum 9. März 1945, dabei wurde die Altstadt zu 80 % zerstört, und auch die Burg wurde schwer beschädigt. Der größte Teil der über 27.000 Einwohner war bereits zuvor geflüchtet. Es verblieben die Ruinen der auf der Landseite zerstörten Burg, das gotische Rathaus, die gotische Stadtkirche, die beiden Stadttore (Töpfertor und Marientor) und die Stadtmauer. Die Rote Armee unterstellte die Stadt der Verwaltung der Volksrepublik Polen. Diese benannte Marienburg in Malbork um, vertrieb die verbliebenen Einwohner und besiedelte es mit Polen. Die in Danzig 1835 gegründete chemisch-pharmazeutische Fabrik G. Pohl-Boskamp. bekannt unter anderem durch das Medikament Nitrolingual, war, bevor sie in Lockstedt bzw. Hohenlockstedt ansässig wurde, neben Danzig auch in Marienburg.

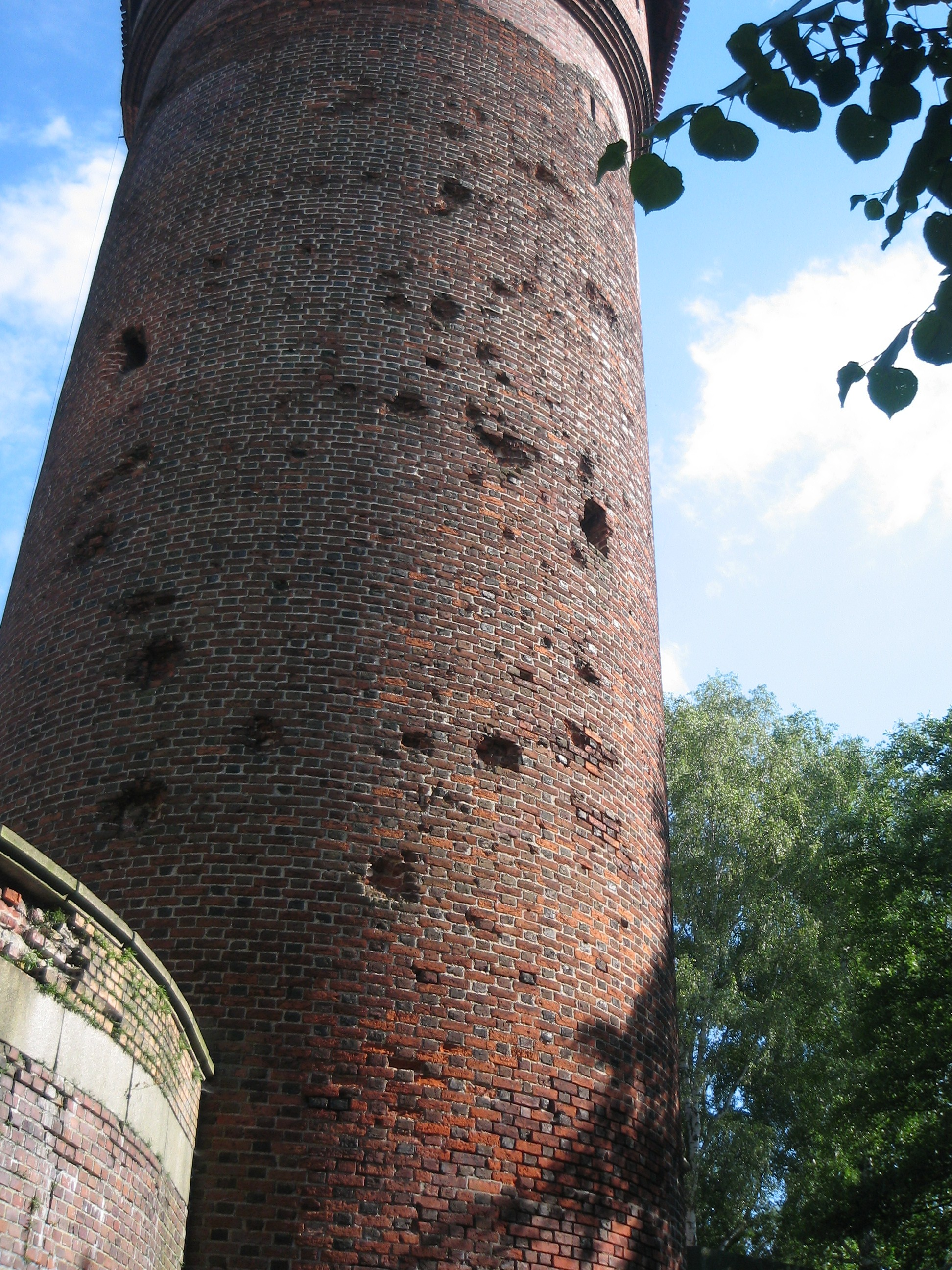
Wachturm an der Eisenbahnbrücke über die Nogat bei Marienburg mit Einschussschäden aus dem Zweiten Weltkrieg

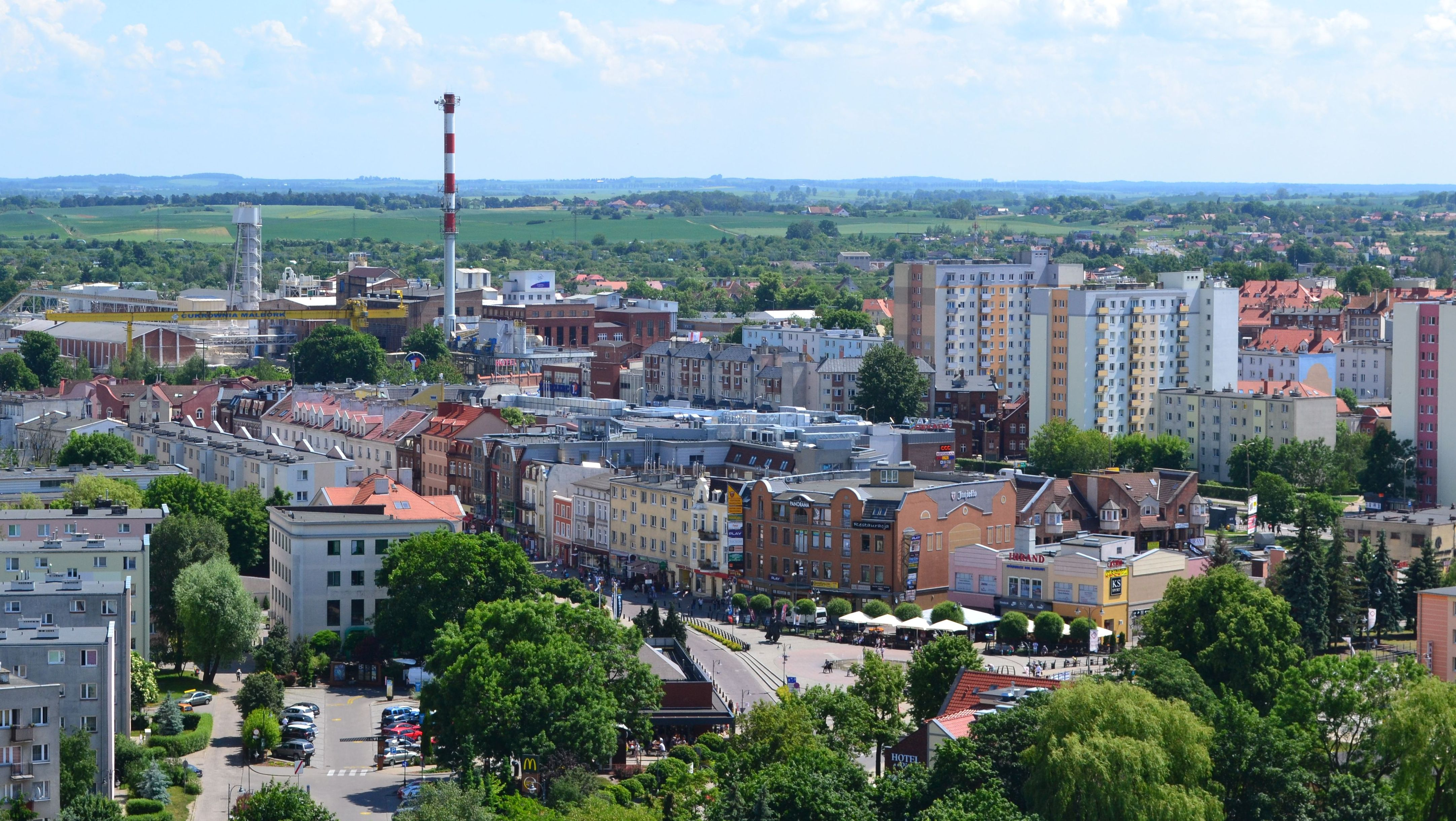
Das moderne Malbork an der Nogat von der Ordensburg aus gesehen (2016)

Die Burganlage wurde nach dem Zweiten Weltkrieg wieder aufgebaut und saniert. Die Rekonstruktion erfolgte weitgehend im Stil der Erbauungszeit. Das aus dem Mittelalter erhaltene Dach des großen Remters brannte 1959 ab. 1997 hat die UNESCO die Burganlage zum Welterbe erklärt. Die Altstadt wurde unter Aufgabe des historischen Grundrisses neu aufgebaut, so dass unter anderem die malerischen Laubengänge der Patrizierhäuser am Markt („Hohen“ und „Niederen“ Lauben) verloren gingen und das historische Rathaus inmitten der neuen zwei- und dreigeschossigen offenen Wohnbebauung deplatziert wirkt. Die Zahl der Einwohner wuchs von 22.500 (1955) kontinuierlich auf über 38.000.
Im Oktober 2008 wurde bei Tiefbauarbeiten für ein Luxushotel ein Massengrab mit mehr als 2100 Toten gefunden. Die genauen Todesumstände und wer die Opfer waren, konnten noch nicht abschließend geklärt werden (Stand 2014). Alle Opfer werden aber der damaligen deutschen Bevölkerung von Marienburg zugerechnet. Am 14. August 2009 wurden alle 2116 Toten auf dem Deutschen Soldatenfriedhof Neumark bei Stare Czarnowo mit einem Ökumenischen Gottesdienst beigesetzt.

### Demographie
| Jahr | Einwohner | Anmerkungen |
| ---- | --------- | --- |
| 1783 | 04575     | ohne die Garnison und zugehörige Zivilisten (12 Kompanien Infanterie, insg. 819 Personen)                                                                                 |
| 1816 | 04817     | [ 16 ] |
| 1831 | 05442     | größtenteils Evangelische |
| 1867 | 08219     | darunter 4875 Evangelische, 2873 Katholiken, 144 Mennoniten und 317 Juden                                                                                                 |
| 1875 | 08526     | [ 19 ] |
| 1880 | 09559     | [ 19 ] |
| 1890 | 10.279    | davon 6027 Evangelische, 3816 Katholiken und 217 Juden |
| 1905 | 13.095    | davon 7739 Evangelische, 4831 Katholiken und 165 Juden (97,4 % Deutsche)                                                                                                  |
| 1910 | 12.983    | am 1. Dezember, darunter 9734 Evangelische, 2722 Katholiken, 145 Juden und 150 Sonstige; 346 mit polnischer Muttersprache und eine Person mit kaschubischer Muttersprache |
| 1925 | 21.039    | davon 13.039 Evangelische, 7731 Katholiken, 41 sonstige Christen und 179 Juden                                                                                            |
| 1933 | 25.121    | davon 15.444 Evangelische, 9414 Katholiken, ein sonstiger Christ und 133 Juden                                                                                            |
| 1939 | 26.159    | davon 15.590 Evangelische, 9689 Katholiken, 168 sonstige Christen und 34 Juden                                                                                            |

Eingemeindungen
Zwischen 1912 und 1924 wurden folgende Ortschaften in den Stadtkreis Marienburg eingegliedert:
- Sandhof, 1912 aus dem Amtsbezirk Sandhof östlich des Stadtkerns
- Vogelsang (1912) aus dem Amtsbezirk Schönau westlich von der Nogat
- Kalthof, Schloss, 1912 aus dem Amtsbezirk Schönau westlich von der Nogat
- Hoppenbruch, 1915 aus dem Amtsbezirk Hoppenbruch südlich des Stadtkerns
- Tessensdorf, 1924 aus dem Kreis Stuhm
- Willenberg, 1924 aus dem Kreis Stuhm

| Jahr      | 1945 | 1946   | 1950   | 1955   | 1965   | 1975   | 1989   | 1995   | 2000   | 2004   | 2010   | 2015   |
| --------- | ---- | ------ | ------ | ------ | ------ | ------ | ------ | ------ | ------ | ------ | ------ | ------ |
| Einwohner | 2825 | 10.017 | 16.994 | 22.500 | 28.292 | 32.495 | 39.018 | 40.188 | 39.407 | 38.950 | 39.284 | 38.895 |

## Sehenswürdigkeiten

### Marienburg
Die Marienburg war die bedeutendste Ordensburg der Deutschordensritter und von 1309 bis 1457 Sitz der Hochmeister. Mit ihrem Bau wurde 1272 begonnen, sie galt nach ihrer Fertigstellung Anfang des 14. Jahrhunderts als mächtigste Festungsanlage in Europa.

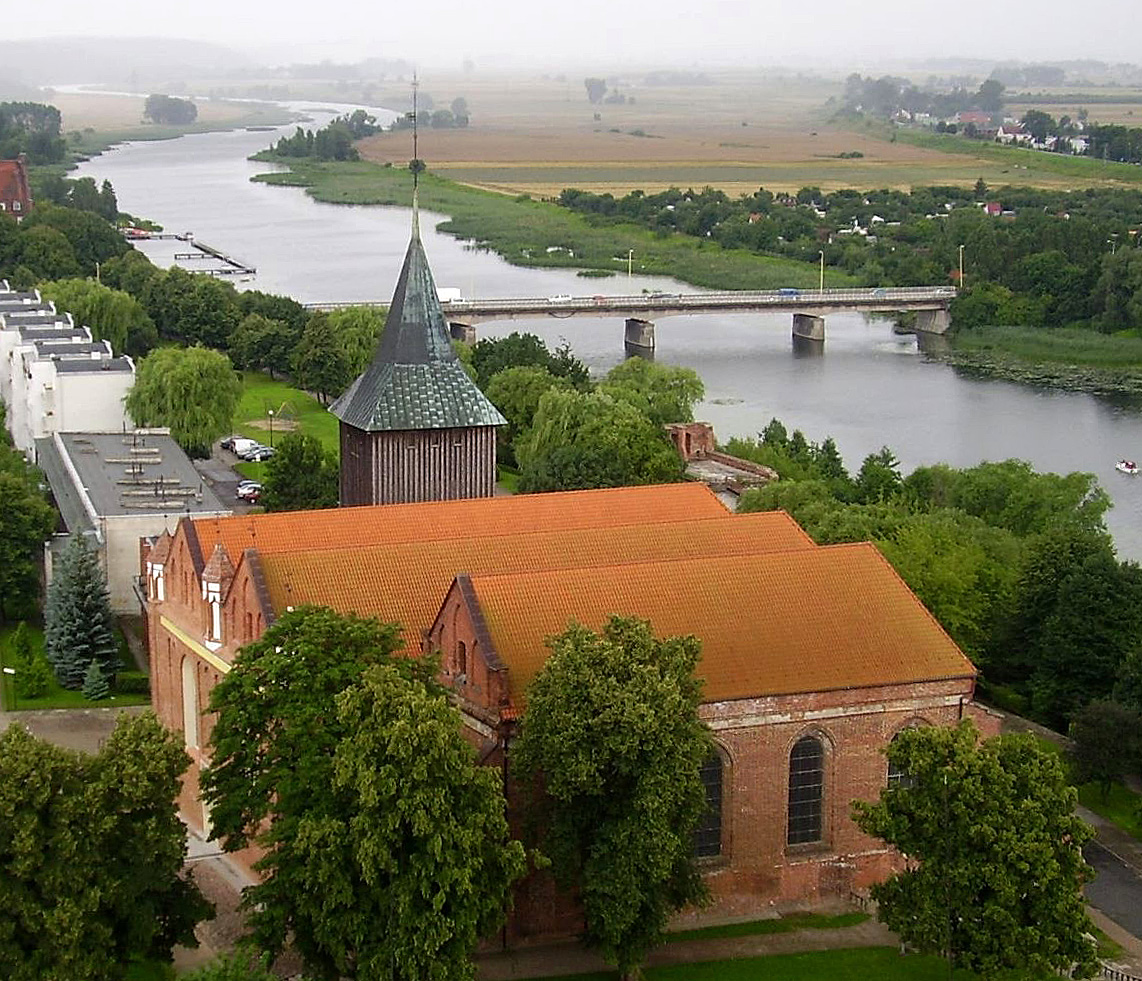
Pfarrkirche St. Johannes

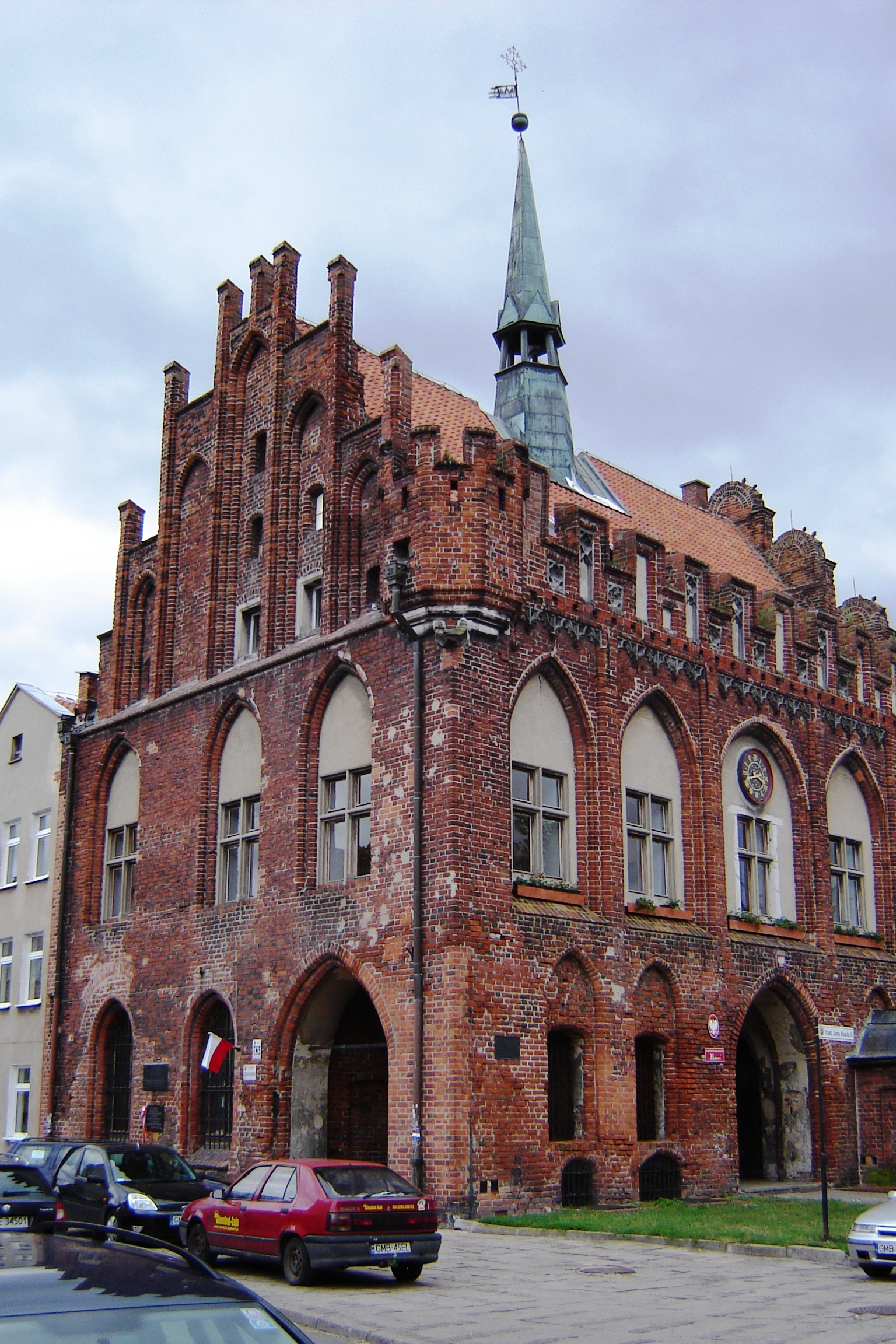
Altes Rathaus

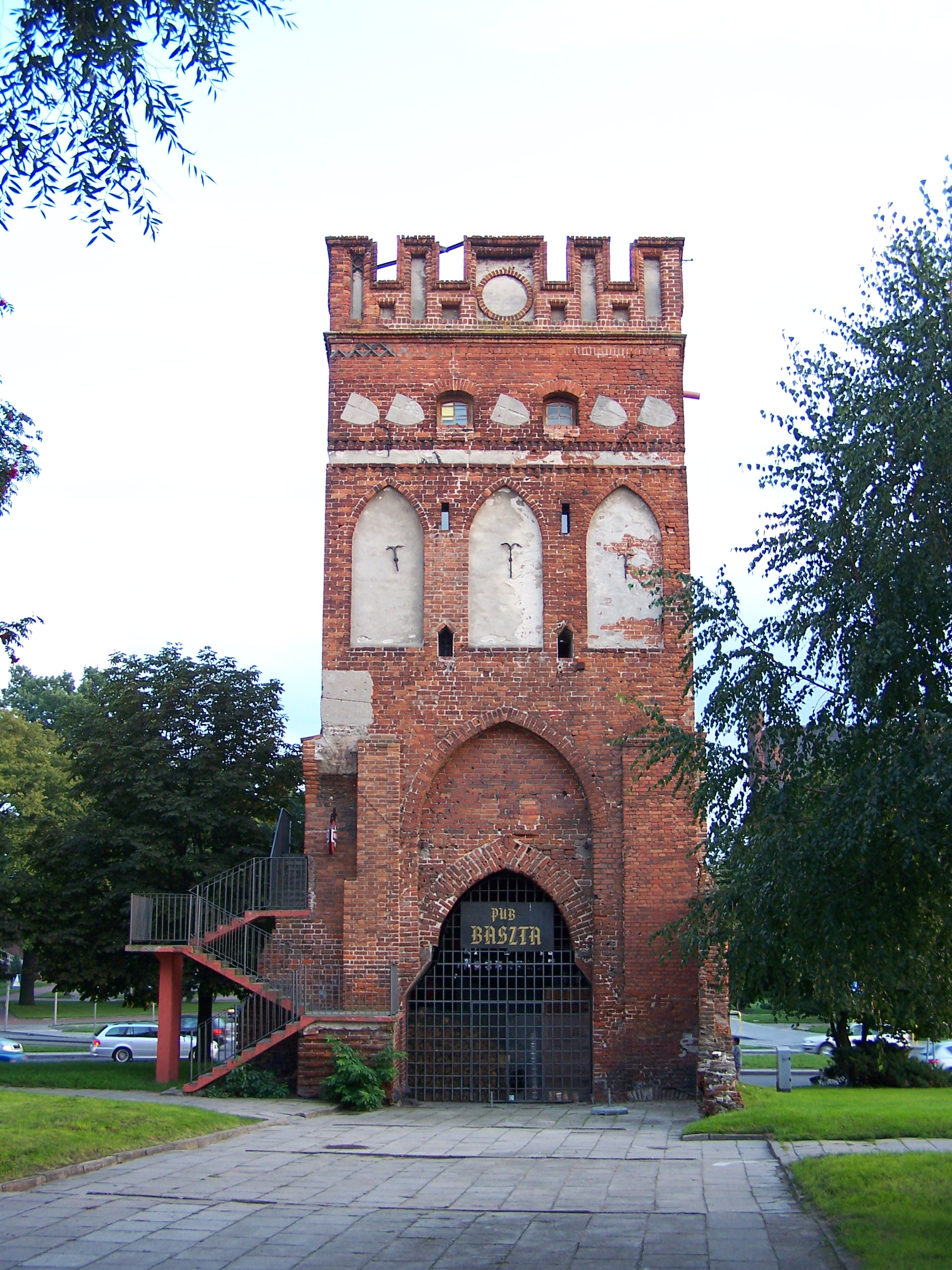
Marientor

### Pfarrkirche St. Johannes
Die im Nordwesten der Stadt nahe der Burg gelegene St.-Johannes-Kirche entstand in ihrem aktuellen Grundriss zwischen 1468 und 1523, nachdem der Vorgängerbau aus dem 13. Jahrhundert im Dreizehnjährigen Krieg um 1460 vollständig zerstört worden war. Die dreischiffige Hallenkirche wurde als gotischer Backsteinbau errichtet. Der Turm vor der Mitte der Südfront mit seinem massiven quadratischem Unterbau und dem hölzernen Glockengeschoss wurde zuletzt errichtet und erst 1635 fertiggestellt. 1668 zerstörte ein Feuer den westlichen Teil des Gebäudes, der nicht wieder aufgebaut wurde. Die Ostfassade erhielt 1851 ihr gegenwärtiges Aussehen. Am Ende des Zweiten Weltkriegs waren das Dach und das Glockengeschoss des Turms zerstört, die Gewölbe teilweise durchschlagen. Erst 1979 konnte der Wiederaufbau abgeschlossen werden. Die Inneneinrichtung blieb größtenteils erhalten, das Inventar stammt aus dem 16. Jahrhundert. Zwei Taufbecken sind im 14. Jahrhundert angefertigt worden, und eine Figur der Heiligen Elisabeth von Thüringen um 1410. Die neugotische Kanzel wurde im 19. Jahrhundert geschaffen.

### Altes Rathaus
Das Rathaus wurde 1380 im Stil der Backsteingotik fertiggestellt. Es gehört zu den wenigen erhaltenen Bauwerken der Stadt aus der Ordenszeit. Nach dem Zweiten Weltkrieg zog das Kulturzentrum der Stadt in dieses Gebäude. Der Ursprungsbau wurde im Dreizehnjährigen Krieg teilweise zerstört und zwischen 1457 und 1460 in der heutigen Form umgebaut. Der Nordgiebel des Ursprungsbaus ist mit Blendenschmuck versehen, während der Südgiebel aus dem 15. Jahrhundert mit Halbbögen ausgestattet wurde. Im Untergeschoss mit Gewölbe verläuft ein Laubengang, das Obergeschoss wird durch flache Lisenen gegliedert, die Fenster mit Steinkreuz sind in spitzbogige Blenden eingefügt. Der Dachreiter mit seinem spitz zulaufenden Aufsatz in der Mitte des Satteldaches musste nach einem Brand 1899 und nach den Zerstörungen des Zweiten Weltkrieges jeweils erneuert werden. Die frühere Gerichtsstube wird nur durch ein auf Rippen ruhenden kuppelartigen Gewölbe abgeschlossen.

### Stadtbefestigung
Der Plauener Wall, ein kompliziertes Mauer-Graben-Zwinger-System mit teilweise vierfachem Mauerring, entstand auf Anordnung von Heinrich von Plauen in der Mitte des 15. Jahrhunderts. Zwischen 1656 und 1659 errichteten die Schweden im nördlichen und östlichen Vorfeld weitere Verteidigungswälle, Teile der Anlagen sind erhalten geblieben. Im Westen an der Nogat steht der Recketurm, auch Buttermilchturm genannt, aus dem 15. Jahrhundert. Er wurde nach dem Zweiten Weltkrieg rekonstruiert. Das zwölf Meter hohe und neun Meter breite gotische Töpfertor steht im Osten und wurde 1945 nur geringfügig beschädigt. Das zerstörte Dach wurde 1955 wiederhergestellt. Das südlich gelegene Marientor ist zehn Meter hoch und acht Meter breit. Es wurde etwa Mitte des 14. Jahrhunderts ebenfalls im gotischen Stil erbaut und im 16. Jahrhundert aufgestockt. 1945 bis auf die Grundmauern zerstört, konnte sein Wiederaufbau erst 1964 abgeschlossen werden.

### Soldatenfriedhof
Im Süden des Ortes befindet sich der Malbork Commonwealth War Cemetery, auf dem britische Soldaten aus dem Ersten und Zweiten Weltkrieg begraben liegen. Auf dem Friedhof befindet sich darüber hinaus das Malbork Memorial, mit dem seit den 1960er Jahren 39 toten britischen Kriegsgefangenen aus der Zeit des Ersten Weltkrieges, die auf dem Friedhof von Lidzbark Warmiński begraben liegen, gedacht wird.

### Sonstige Sehenswürdigkeiten
- Wasserturm, Neogotik vor 1900
- Kasernenkomplex der Gründerzeit um 1890
- Bahnhof Malbork, Backsteinbau der Gründerzeit um 1890
- Denkmal für Kasimir IV. Andreas, genannt der Jagiellone, der als König von Polen am 7. Juni 1457 in Marienburg einzog und von der Burg als neuem Königssitz Besitz ergriff. 2010 wurde das 3,48 m hohe Bronze-Denkmal auf dem zentralen Stadtplatz aufgerichtet
- Stadtmuseum Malbork
- Im mittelalterlichen Spital St. Jerusalem ist heute das Zentrum für polnisch-deutsche und internationale Begegnungen untergebracht.

## Verkehr
Der zu deutscher Zeit angelegte östlich des Zentrums gelegene Flugplatz wird ausschließlich militärisch genutzt.
Malbork liegt an der Nogatquerung der früheren Preußischen Ostbahn, hier die heutige Bahnstrecke Warszawa–Gdańsk. Die Bahnstrecke Malbork–Braniewo, ebenfalls Teil der früheren Preußischen Ostbahn, und die Bahnstrecke Toruń–Malbork beginnen bzw. enden in Malbork. Die Schmalspurbahn Lisewo–Malbork, die Schmalspurbahn Malbork–Nowy Dwór Gdański und die Schmalspurbahn Malbork–Świetliki der Żuławska Kolej Dojazdowa sind stillgelegt.
Seit Juli 2022 ist der ÖPNV in Malbork für alle Nutzer kostenlos.

## Städtepartnerschaften
Malbork unterhält Städtepartnerschaften mit
- Nordhorn, Niedersachsen, Deutschland
- Margny-lès-Compiègne, Frankreich
- Sölvesborg, Schweden
- Trakai, Litauen
- Monheim am Rhein, Nordrhein-Westfalen, Deutschland

## Söhne und Töchter der Stadt
- Achatius Cureus (1531–1594), Autor und neulateinischer Lyriker
- Graf Gerhard Dönhoff (1590–1648), Kastellan von Danzig
- Nathanael Theodor von Paulitz (~1735–1786), preußischer Landrat
- Friedrich John (1769–1843), Kupferstecher
- Friedrich von Gayl (1776–1853), General
- Ferdinand Friedrich Wilhelm Werner von Podewils (1801–1881), Generalmajor
- Robert Plehn (1812–1884), Landrat in Marienburg, Mitglied der Frankfurter Nationalversammlung und des preußischen Landtags
- Karl Johann Cosack (1813–1868), evangelischer Theologe
- Friedrich Hahn von Dorsche (1815–1885), preußischer Generalmajor und Kommandant von Graudenz
- Albert Wilhelm Kafemann (1819–1891),[24], Sohn eines Marienburger Goldschmiedes. Danziger Buchhändler, Verleger, Redakteur und Herausgeber der Danziger Zeitung. Sein gleichnamiger Verlag existierte in Danzig noch 1939.
- Adalbert Krüger (1832–1896), Astronom
- Bernhard Stadié (1833–1895), Pfarrer, Westpreußen-Historiker, Verleger
- Eugen Isolani (1860–1932), Schriftsteller und Theaterkritiker
- Carl Legien (1861–1920), Reichstagsabgeordneter der SPD
- Martin Spahn (1875–1945), Historiker, Politiker und Publizist
- Bruno Kurowski (1879–1944), Zentrumspolitiker in der Freien Stadt Danzig
- Friedrich Hayduck (1880–1961), Brauwissenschaftler und Professor für chemische Technologie an der Landwirtschaftlichen Hochschule zu Berlin
- Kurt Neumann-Kleinpaul (1882–1958), Rektor der Tierärztlichen Hochschule in Berlin
- Heinrich Brenner (1883–1960), Bildhauer
- Walther Grosse (1884–1969), General und Militärhistoriker
- Max Draeger (1885–1945), Präsident des Oberlandesgerichts Königsberg
- Philip Rosen (1888–1951), Filmschaffender in den USA
- Conrad Patzig (1888–1975), Admiral
- Ottomar Schreiber (1889–1955), Gründer der Landsmannschaft Ostpreußen
- Erich Kamke (1890–1961), Mathematiker
- Erich Abraham (1895–1971), General
- Kurt Dainas (1896–?), Sportpädagoge und Hochschullehrer
- Bruno Hartmann (1898–1963), Pädagoge und Politiker
- Harry von Rosen-von Hoewel (1904–2003), Jurist, Ministerialbeamter und Bundesrichter
- Wolff Heinrichsdorff (1907–1945), Staatsbeamter und Schriftsteller
- Heinz-Günter Stamm (1907–1978), Schauspieler, Hörspiel- und Theaterregisseur
- Ulrich Sporleder (1911–1944), evangelischer Bekenntnispfarrer, Offizier im Widerstand gegen den Nationalsozialismus
- Heinz Galinski (1912–1992), Präsident des Zentralrats der Juden in Deutschland
- Dietrich Balfanz (1921–2008), Jurist und Verbandsgeschäftsführer
- Herbert Büschenfeld (1925-2017), Geograph und Hochschulpädagoge
- Alfred Struwe (1927–1998), Film- und Fernsehschauspieler
- Claus Friedrich Köpp (1929–2010), Literaturwissenschaftler und Lyriker
- Werner Schlegel (1929–1989), Hochschullehrer für Tierzucht
- Hartmut Boockmann (1934–1998), Historiker
- Urs Müller-Plantenberg (* 1937), Soziologe und Hochschullehrer
- Ulrich K. Preuß (* 1939), deutscher Rechts- und Politikwissenschaftler
- Peter Smalun (1939–2023), deutscher Formgestalter
- Klaus Ampler (1940–2016), Radrennfahrer und Trainer
- Wolfgang Barthels (* 1940), Fußballspieler
- Inge Rambow (1940–2021), Fotografin
- Dietmar Lutz (* 1941), Jurist und Editor
- Roland Kutzki (* 1942), Architekt und Städtebauer
- Ulrich Keppler (* 1944), Brigadegeneral
- Grzegorz Lato (* 1950), Fußballspieler
- Katarzyna Rosłaniec (* 1980), Filmregisseurin
- Rafał Murawski (* 1981), Fußballspieler
- Marcelina Zawadzka (* 1989), Model, Moderatorin, Rennfahrerin und Miss Polen 2011
- Sławomir Zemlik (* 1992), Volleyballspieler
- Bartosz Pietruczuk (* 1993), Volleyballspieler
- Robert Ziętarski (* 1993), Fußballspieler

## Landgemeinde Malbork
Malbork ist Sitz einer Landgemeinde gleichen Namens, ist aber selber nicht Teil dieser. Die Landgemeinde, die die Stadt nahezu vollständig umfasst, hat eine Fläche von 101 km², auf der 4858 Menschen leben (31. Dezember 2020).